# 澳門—美國關係
澳門與美國關係是指澳門與美國的雙邊關係。1999年前为葡美关系一部分，现为中美关系一部分。由於澳門是中华人民共和国的一個特别行政区，因此澳門和美國沒有任何正式的外交關係。
历史上美国曾在1849年-1869年于葡属澳门开设过领事馆，之後美國在澳門的領事服務一直由美國駐香港總領事館處理，因為美國在澳門沒有設立官方的領事館或辦事處，美澳双边事務及美國簽證事宜均由美國駐香港及澳門總領事館受理。2000年12月27日，美國總統比爾·柯林頓簽署通過《2000年美國－澳門政策法》（United States-Macau Policy Act of 2000），規範美國的對澳門關係。
2023年12月，美國國會參眾兩院通過的《國防授權法案》將澳門列為「海外敵對勢力」。2025年1月2日起，由於受美国政府的限制，美国个人及公司被禁止投資澳門的半导体和微电子、量子信息技术以及人工智能等领域。

## 参見
- 澳門對外事務
- 葡美關係 → 中美關係
- 美國外交
- 港美關係

## 外部連結
- 美國駐港澳總領事館官方網站 （页面存档备份，存于）（繁體中文）（英文）